# 피날레 (소프트웨어)
피날레(Finale)는 악보 작성 프로그램이다. 악보의 입/출력, 시퀀서, 화면배치, 그래픽 편집기, 워드프로세서의 요소를 포함하고 있다.

## 노테이션 소프트웨어의 개관
음악 관련 소프트 웨어는 크게 음악을 만들기 위한 연주 전용 소프트웨어와 악보 제작을 목적으로 하는 노테이션 소프트웨어로 나뉜다. 대부분의 프로그램들은 두 가지 기능을 모두 수행할 수 있다. 연주용 소프트 웨어에는 Logic Audio, Digital Performer, Studio Vision Pro, Cakewalk For Windows, Master Tracks Pro, Ballad, Natotor Logic 등이 대표적이다. 악보 제작용 소프트 웨어(Notation Software)는 음악을 만드는 것보다 악보 사보를 주 목적으로 하는 소프트웨어이며 악보 기보법에 의한 악보 제작 및 출력이 가능하다 현대 음악의 경우 악보가 매우 복잡한 형태이기 때문에 악보 제작 전문 소프트웨어의 기능에 따라 악보의 모양이 매우 달라진다. 대표적인 악보 제작용 소프트 웨어를 설명하면 다음과 같다. Overture은 Studio Vision Pro의 기능이 들어간 사보용 프로그램으로 피아노롤 윈도가 제공되며 실제로 연주될 음이 각개 수정이 가능하다.Score는 IBM호환 PC를 위한 전문적인 악보 출판용 소프트웨어이다. 포스트스크립트와 비트 맵 방식을 지원하며 악보의 입력은 마우스, 키보드, 미디 건반악기로 가능하다.Encore는 쉽고 간단한 악보를 찍을 때 유용한 소프트 웨어이다. 피날레에 비하면 강력한 편집툴이 돋보이지만 Overture보다는 전문적이지 못하다. 학생들이 많이 사용하는 소프트웨어이다.Music Printer Plus은 IBM용으로 개발된 악보 인쇄와 연주를 겸한 소프트웨어이다. 일반적으로 다른 시퀸스 프로그램에 비해 연주에 대한 기능은 편리하지 않지만 단순하면서도 깨끗한 악보 인쇄가 가능하다.Song Works는 한 보표에 멜로디 줄을 입력하고 곡의 하모니를 들어 볼 수 있는 게 특징적이다. 조의 진행을 입력하고 권장 멜로디를 요구하면 다른 방법으로 노래를 작곡할 수 있다.Nightingale는 피날레의 기능과 유사하나 사용자들에게 더 친근하고 속도가 빠르다. 가장 큰 장점은 인쇄한 악보를 스캔해서 다시 편집할 수 있는 기능이다.Finale의 경우 현대 음악에서 사용되는 어떠한 기호라도 표현이 가능하다. 시중에서 선보이는 대부분의 악보들이 피날레로 제작된다. 편집기능이 우수하고 악보의 출력 결과가 좋으나 편집기법이나 입력법이 어려워 전문가용 소프트웨어라고 볼 수 있다

## 역사
컴퓨터가 음악을 녹음하고 창작하는 도구로 등장하면서, MIDI(Music Instrument Digital Interface) 가 발전했다. 컴퓨터는 음악을 녹음, 창작, 연주, 출력 할 수 있는데 그 중 음악을 기보하는 프로그램이다.피날레는 버전 1.0으로 시작하여 2.x, 3.0(1994), 97, 98, 2000(1999), 2001, 2002, 2003, 2004, 2005, 2006, 2007, 2008, 2009, 2010, 2011으로 업그레이드 되어있으며. 현재 2012까지 구매할 수 있다.
피날레 3.0의 경우 버전 2.2가 Windows 3.1을 지원하게 되면서 값비싼 MIDI장비가 없더라도 사운드카드를 장착하여 손쉽게 소리를 확인하며 편집할 수 있게 되었다. 이외에 피날레의 축소판으로 Allegro가 있는데, 1998년 10월에 Finale Allegro가 발표되었고, 이것을 더 축소한 Finale Print Music 1999년 3월에 발표되었다. 피날레는 데모 버전을 통해서도 실습해 볼 수 있다.

## 기능
피날레는 음악의 기보, 편곡, 연주, 출판을 위해 가장 많이 쓰이는 소프트 웨어이다. 피날레는 악보를 입/출력하는 중요한 기능과 특성을 가지고 있으며, 음표를 기입 하는데 몇 가지 방법을 제공한다. Simple Entry(단순한 음표 기입), Speedy Entry(빠른 음표 기입), MIDI건반을 사용하는 Speedy Entry, 실시간 음표 기입 방법으로 MIDI건반의 연주를 악보로 기입하는 Hyper Scribe, 연주를 녹음하여 저장한 후 표준적인 악보로 편곡하는 Transcription Tool, 표준적인 MIDI파일을 악보로 편공하는 방법이 제공 되고 있다.
Simple Entry는 사용하기가 쉽고 MIDI Keyboard가 필요 없다. Simple Entry는 주도구 팔레트에 포함된 각종 음표와 기타 표식들을 가지고 보표 위를 클릭하여 음표를 기입하거나 음표 길이에 해당하는 숫자키를 인지한 후 숫자키를 사용해 보표의 필요한 위치에서 마우스를 클릭하여 음표를 기입할 수 있다.
Speedy Entry는 음악을 기입하는 데에 있어 Simple Entry보다 빠른 방법이다. 특별히 이 도구를 신디사이저(Synthesizer)와 함께 사용하면 아주 빠른 속도로 음악을 기입할 수 있다. 신디사이저가 없다면 컴퓨터의 문자키보드를 가지고 리듬을 나타내는 숫자키를 사용하여 음악을 기입할 수 있다. 이 기능은 Finale만의 독특한 특성이다.
Hyper Scribe Tool은 피날레의 유용한 특성 중 하나인 실시간 연주를 기입하는 도구이다. Hyper Scribe Tool은 연주자가 연주하는 음악을 곧바로 입력할 수 있다. 다른 음악 소프트웨어와 달리 메트로놈의 클릭 소리에 맞추어 연주하지 않고 Tapping이라는 특유의 방법을 사용하여 연주 속도가 자유롭다. 그러나 실제 소프트 웨어 사용에 있어서는 간단한 곡조나 반복적인 리듬에만 유용하고 불규칙하거나 복잡한 리듬의 경우 악보 기입이 정확하지 못하다.
Transcription Tool은 시퀀서와 비슷한 창에 연주를 녹음하여 저장하고 그 연주를 다시 불러와서 편곡을 하는 기능이다. 이 도구의 근본적인 기능은 MIDI연주를 녹음하고 그 녹음된 연주를 표준적인 악보로 변환하는 기능이다. 그러나 이 도구 역시 변환후에는 많은 부분을 수작업으로 편집해주어야 읽기 쉬운 악보로 만들 수 있다.

## 사용
피날레는 각 버전의 메뉴얼의 설치 안내에 따라 쉽게 설치할 수 있다.
프로그램을 설치할 때 MIDI 셋업을 했는데 소리가 나지 않을 경우 MIDI 셋업을 다시 해주어야한다. 이외에 악보가 깨져서 나오는 경우 피날레가 음악 폰트로 사용하는 Petrucci가 윈도 시스템에 등록되어 있지 않아 생기는 경우이다.  Petrucci(True Type)과 Seville(True Type)을 등록시켜줘야하며 제어판의 글꼴을 설치해주어야 한다.
체험판의 경우 공식 사이트에서 다운로드 가능하며 시리얼 넘버를 입력하지 않고 2주동안 사용이 가능하다. 다만 악보의 저장, 출력 등에 제한이 따른다.

## 화면 구성

### 스크롤 바(Scroll Bar)
Finale의 아이콘을 더블 클릭하여 실행하면. 화면의 맨 오른쪽에는 화면을 아래 위로 내릴 수 있는 Scroll Bar가 있고, 맨 아래쪽에는 수평의 Scroll bar가 있다.  Scroll Bar를 마우스로 드래그하면 사보 중인 악보의 상하, 좌우를 옮겨가며 볼 수 있다.이외에 Page View는 기본 화면 구성으로 오선지를 나타낸다. Scroll View는 오른쪽으로 마디를 입력한다. Studio View는 연주 실행과 편집을 효율적으로 하기 위한 보기 형태이다.

### 쪽지면 배치 도구
Finale는 보통 화면 배치의 척도로 Inch를 사용하나 Options메뉴에서 Measurement Units를 각자에게 편리한 단위로 설정할 수 있다. 72 Point= 1Inch, 12Spaces=1Inch, 12Points=12Pica이다. EVPU는 Engma Virtual Page Unit을 나타내는 말로서 1Inch당 288EVPUS를 가지고 있다..

### 주 도구 팔레트(Main Tool Palette)
Finale에는 버전마다 주 도구의 개수와 모양이 다르다.. 주도구 팔레트의 경우 다른 소프트웨어와 마찬가지로 일정한 기능을 익히면 손쉽게 사용이 가능하다. 일반적인 주도구 팔레트의 명칭과 사용 용도를 정리하면 아래 표와 같다.
| 주도구 팔레트 명칭(영어)                   | 기능                                                                                    |
| ------------------------------------------ | --------------------------------------------------------------------------------------- |
| 악상 도구(Articulation Tool)               | 악상 기호를 붙이기 위한 도구이다.                                                       |
| 화음기호 입력 도구(Chor Tool)              | 화음 기호를 붙이거나 편집하기 위한 도구이다.                                            |
| 음자리표 도구(Clef Tool)                   | 음자리표를 바꾸기 위해서는 그 마디를 클릭한다.                                          |
| 그래픽 도구(Graphic Tool)                  | 그래픽 파일로서 스코어의 부분을 축출하거나 그래픽을 첨가하기 위해서 그 메뉴를 사용한다. |
| 화면악보 위치조정 도구(Hand Grabbar)       | 화면에서 악보의 위치를 잘 보이도록 끌기하여 조정할 때 사용한다.                         |
| 실시간 연주 기입 도구(Hyper Scribe Tool)   | 연주를 실시간으로 입력하기 위해서 사용한다.                                             |
| 조표 도구(Key Signiture Tool)              | 조표를 바꾸기 위해서 사용한다.                                                          |
| 가사 입력 도구 (Lylics Tool)               | 악보에서 가사를 입력하거나 편집하기 위해 사용한다.                                      |
| 블록 이동 도구(Mass Mover Tool)            | 조표를 바꾸기 위해서 사용한다.                                                          |
| 마디 속성 도구(Measure Attributes Tool)    | 어떤 범위에 마디번호를 설명하기 위해서 사용한다.                                        |
| 마디 추가 도구(Measure Tool)               | 스코어의 끝에 빈 마디를 추가하기 위해 사용한다.                                         |
| 마디 수정 도구(MIDI Tool)                  | MIDI DATA를 편집하기 위해 사용한다.                                                     |
| 지능적 복사 도구(Mirror Tool)              | 다른 마디로부터의 복사를 확인할 때 사용한다.                                            |
| 음표 조정 도구(Note Mover Tool)            | 음표를 선택하여 재조정할 때 사용한다.                                                   |
| 참조악보 도구(Ossia Tool)                  | 마디 변경을 추가하기 위해서 사용한다.                                                   |
| 지면 배치 도구(Page Layout Tool)           | 여백이나 보표 단을 조정하기 위해서 사용한다.                                            |
| 반복기호 도구(Repeat Tool)                 | 반복기호를 만들기 위해서 사용한다.                                                      |
| 크기 조정 도구(Resize Tool)                | 각각의 크기를 바꾸기 위해서 사용한다.                                                   |
| 전체 악상 기호 도구(Score Expression Tool) | 보표에 악상 표어나 기호를 붙이기 위해서 사용한다.                                       |
| 단순한 음표 기입 도구(Simple Entry Tool)   | 한 음씩 차례로 음표를 기입하기 위해서 사용한다.                                         |
| 악상 기호 도구(Smart Entry Tool)           | 악보에 악상 기호를 넣기 위해서 사용한다.                                                |
| 특수 미세 조정 도구 (Special Tools Tool)   | 꼬리 묶음, 음표 머리 형태, 임시표, 붙임 줄, 부점 등의 미세한 조정을 위해서 사용한다.    |
| 용빠른 음표 기입 도구(Speedy Entry Tool)   | MIDI건반 또는 QWERTY 자판 등으로 음악을 기입하거나 편집하기 위해 사용한다.              |
| 보표 악상 기호 도구(Staff Expression Tool) | 보표에서 악상 표어나 기호를 넣기 위해서 사용한다.                                       |
| 보표 도구(Staff Tool)                      | 보표를 추가하거나 편집하기 위해서 사용한다.                                             |
| 속도 조정 도구(Tempo Tool)                 | 박의 속도 변화를 만들거나 편집하기 위해서 사용한다.                                     |
| 문자 입력 도구(Text Tool)                  | 문자열을 넣기 위해서 사용한다.                                                          |
| 박자표 도구(Time Signature Tool)           | 박자를 바꾸기 위해서 사용한다.                                                          |
| 녹음 편곡 도구(Transcription Tool          | 피날레의 Mini-Sequencer로 녹음하고 편곡하기 위해 사용한다.                              |
| 잇단음표 도구(Tuplet Tool)                 | 잇단 음표를 만들거나 편집하기 위해 사용한다.                                            |
| 화면확대 도구(Zoom Tool)                   | 화면을 확대하기 위해 사용한다.                                                          |

## 악보 입력 특징

### 음표의 기입
피날레의 음표 기입 방법은 여러가지가 있어 사용자가 편한 대로 선택해서 쓸 수 있다는 장점이 있다. 첫 번째 방법인 Simple Entry는 음표 기입 방법중에서 가장 단순한 음표기입 방법으로서 사용하기가 쉽고 MIDI KeyBoard가 필요 없다 팔레트를 사용하면 보표 위에 음표가 기입된다. 음표에 이음줄이나 악절 표시를 첨가하기 위해서는 Smart Shapes를 이용하는 방법이 간단하다. Smart Shape Tool의 Palette에 있는 Slurs, Crescendos, 8va Markings, Brackets, Trill등의 아이콘을 통해 사용자가 원하는 악상 기호를 사용할 수 있다. 만들어진 악보를 두 개 이상 열고 싶다면 Page View와 Scroll View를 연계하며, 이것은 피날레 2003 이후 가능한 기능이다. 악보의 두개 이상 열기, 연주 속도 조절, 악보의 감상, 음악 재생, 정지, 복사, 드레그 등이 한 화면 안에서 모두 가능하다..

### 가사와 화음 기호 입력
피날레에서 가사를 붙이는데에는 두 가지 방법이 있다. Type Into Score에서는 스코어에 직접 가사를 타이프 하여 넣게 된다. 빠른 방법으로는 Click Assignments 기능인데 Text Processor에 미리 모든 가사를 입력한 다음에 한꺼번에 가사를 스코어에 분배하는 방법이다. 가사의 각 음절은 그 해당 음표에 붙게 되어 음표를 움직이면 가사도 따라 움직이는 것을 주의해야한다.
Type Into Score 가사 입력 방법은 Lyrics Tool을  사용하는 것이 특징이다. 화면의 네 개의 삼각형을 통해 가사를 조절하는 것이 특징이며, 2절 이상의 가사는 Text Box를 사용하면 된다..Click Assignments 가사 입력 방법은 Text Processor에 미리 모든 가사를 입력한 다음에 한꺼번에 가사를 스코어에 분배하는 방법으로 큰 악보를 작업할 때 유리하다
.도돌이표나 반복되는 음악의 표어를 주의해야하며 Edit Lyrics창의 가사를 변경할 경우 모든 가사가 변경됨을 주의해야 한다..
화음기호를 넣는 가장 편리한 방법은 MIDI Keyboard를 이용하는 것이다.

### 인쇄
피날레는 작업한 악보를 선명하게 인쇄할 수 있다. 선명한 악보의 인쇄는 피날레가 가지는 가장 큰 장점이며, 사보를 완료한 후 즉시 인쇄가 가능하다. 악보에는 텍스트 도구를 사용하여 곡제목, 쪽 번호, 문서 파일 이름, 현재 날짜와 시간 등도 표시해서 인쇄가 가능하다. 또한 피날레는 오케스트라 악보의 인쇄시에 파트보를 출력할 수 있다. 파트보를 뽑아 내는 방법은 3가지가 있으며 . Special Part Extraction은 한 파트씩 파트보를 뽑아 낼 때 많은 빈 마디를 한데 모아서 숫자로 표시된 쉼표 블록을 만들어준다. Staff Tool을 클릭한 다음 뽑아내고 싶은 보표를 클릭하여 그 핸들을 역상으로 선택한다. Edit 메뉴에서 Special Part Extraction을 선택하면 Multimeasure Rest 대화상자가 나타나는데 많은 쉼표를 포함한 마디를 어떻게 나타낼 것인지 정할 수 있다. 원하는 대로 파트보를 설정한 후 OK를 선택하면 화면에 파트보가 나타난다. Splitting Into Sepreate Files는 스코어에서 각 악기별로 새로운 파일을 만들 수 있는 방법이다. File 메뉴에서 Revert를 선택하면 원래의 악보를 얻을 수 있다. File메뉴에서 Extract Parts를 선택하면 그 대화상자가 나타나고 자동으로 파트 악보를 만들 수 있다.  정리된 파트보는 나오지 않고 화면 모습 그대로 인쇄된다.

## 활용 및 전망
사보프로그램으로써 작곡 기능이 가능하기 때문에 교육적인 측면에 있어서도 활용이 가능하다. 교과서에 나오는 음악 등을 피날레를 통해 학생들이 편곡해보고 음악을 연주해보는 주도적인 음악 지도가 현재 피날레를 통해 이루어지고 있다. 피날레를 활용한 음악 교육의 경우 직접 음을 들으면서 악보 기입이 가능하기 학생들의 창의적인 작곡도 가능하다.소프트웨어 사용법만 익힌다면 사보법 등을 제대로 배우지 못한 학생이라도 들으면서 음악 작곡이 가능한 것이다. 교육적인 측면 외에는 음악 애플리케이션으로써 피날레의 활용이 기대된다. MIDI((musical instrument digital interface)의 발전과 연관하여 음악애플리케이션 사용자들은 음악을 듣고 실시간으로  스코어클라우드 익스프레스(ScoreCloud Express)를 이용할 수 있다
. 이때 데스크톱에서는 디지털 이어(Digital Ear)가 노래와 악기를 MIDI 파일로 변환해주며 피날레를 통한 사보가 가능하다. 그러나 아직까지 피날레를 이용한 실시간 악보 기입의 경우 단순하거나 반복적인 멜로디만 가능하다는 단점이 있다.